# Lothar Rentsch
Lothar Rentsch (* 5. Dezember 1924 in Plauen; † 19. Mai 2017) war ein deutscher Maler und Grafiker.

## Leben
Lothar Rentsch studierte von 1942 bis 1944 an der Kunst- und Fachschule für Textilindustrie Plauen. Im Anschluss absolvierte er bis 1943 eine Lehre als Entwerfer für Dekostoffe in den Industriewerken Plauen. Von 1943 bis 1945 folgte der Militärdienst. 1946 bis 1947 besuchte er die Textilschule in Chemnitz und danach war er bis 1952 als Entwerfer für Dekostoffe in Plauen tätig. Im Jahr 1949 erfolgte die Aufnahme in die Gewerkschaft 17, Sparte 7, welche der Vorläufer des Verbandes Bildender Künstler der DDR war und ab 1950 war er Mitglied des Verbandes. Seit 1952 ist er freischaffender Grafiker in Plauen. Von 1953 bis 1965 hatte er einen Freundschaftsvertrag mit dem VEB Bau Plauen. 1961 gehörte er zu den Gründern der Plauener Grafikgemeinschaft und 1969 entwarf er das Signet für diesen. 1972 war er Mitbegründer des Plauener „Freundeskreises Bildende Kunst“, der späteren „Galerie 75“ Studienreisen führten ihn nach Hiddensee, Prag, ins Wolgagebiet, nach Irkutsk, Leningrad, Kraków, Sibirien, Mittelasien, Vilnius und in den Kaukasus. Seit 1991 war er Mitglied im Chemnitzer Künstlerbund, im Sächsischen Künstlerbund und im Bundesverband Bildender Künstlerinnen und Künstler.
Seinen künstlerischen Vorlass übergab er im März 2016 dem Vogtlandmuseum Plauen.

## Werke
- 1952 Kopf eines jungen Mädchens, Kohle (1953 ausgestellt auf der Dritten Deutschen Kunstausstellung in Dresden)[5]
- 1952 Kopf eines Ringers, Kohle (1953 ausgestellt auf der Dritten Deutschen Kunstausstellung in Dresden)[5]
- 1958 Alte Brücke in unserer Zeit, Linolschnitt (1958/1959 ausgestellt auf der Vierten Deutschen Kunstausstellung in Dresden)[5]
- 1958 An der Peripherie der Großstadt, Linolschnitt (1958/1959 ausgestellt auf der Vierten Deutschen Kunstausstellung in Dresden)[5]
- 1964/1965 Wandbild im Flur der Grundschule Reusa bei Plauen in Zusammenarbeit mit Rolf Andiel
- 1971 Die neue Straße (Karl-Marx-Stadt, Äußere Johnnisstraße), Linolschnitt
- 1979 Erlebte Wege, Kaltnadelradierfolge

## Ehrungen
- 1958 Kunstpreis des Rates des Bezirkes Karl-Marx-Stadt
- 1978 Verdienstmedaille der DDR
- 1978 Ehrennadel der Nationalen Front in Silber und Gold
- 1986 Johannes-R.-Becher-Medaille in Silber und Gold
- 1994 Ehrenbürger der Stadt Plauen

## Ausstellungen

### Einzelausstellungen
- 1958 Plauen, Kreismuseum

- 1973 Karl-Marx-Stadt, Freiberg und Erfurt
- 1974 Plauen
- 1975 Oelsnitz, Sömmerda, Borna, Röhta, Torgau, Döbeln und Wurzen
- 1976 Reichenbach
- 1977 Plauen und Freiberg
- 1978 Grimma, Riesa, Annaberg-Buchholz
- 1979 Falkenstein
- 1981 Syrau und Meerane
- ferner Bautzen, Bad Elster, Berlin, Dresden, Kronach, Leipzig, München und Rostock

### Ausstellungsbeteiligung
- 1958, 1967 und 1972 Kunstausstellung der DDR
- 1974, 1979 und 1985 Bezirkskunstausstellung Karl-Marx-Stadt
- 1958 Deutschen Akademie der Künste – Jahresausstellung, Berlin
- 1959 Mit unserem neuen Leben verbunden. Zehn Jahre bildende Kunst in der DDR, Deutsche Akademie der Künste, Berlin
- 1960 Neu-Delhi
- 1961 Kunstausstellung der Deutschen Akademie der Künste, Berlin
- 1963 Ausstellung 10 Jahre Architektur, bildende Kunst und bildnerisches Volksschaffen in Karl-Marx-Stadt[6]
- 1970 Im Geiste Lenins, Berlin
- 1971 Moskau
- 1979 Irkutsk
- 1984 Retrospektive Karl-Marx-Stadt
- 2002 Beispiele zeitgenössischer Kunst aus den neuen Ländern, Ausstellung aus dem Bundeskanzleramt im Palais Salfeldt, Quedlinburg[7]
- 2011 Kynšperk nad Ohří, im Rahmen des Festivals Mitte Europa